# 구지역 (이와테현)
구지역(일본어: 久慈駅)은 일본 이와테현 구지시에 위치한 동일본 여객철도 · 산리쿠 철도의 철도역이다. JR 동일본 하치노헤 선의 소속역이자 종착역이며, 산리쿠 철도 기타리아스 선 등 2개의 노선이 운행되고 있다.

## 타는 곳

### JR 동일본
섬식 승강장 1면 2선의 구조를 갖춘 지상역이다.
| 1 | ■ 하치노헤 선               | 상행 | 다네이치 · 하치노헤 방면 |            |
| 2 | ■ 하치노헤 선               | 상행 | 다네이치 · 하치노헤 방면 | 하루 3대만 |
| 2 | ■ 산리쿠 철도 기타리아스 선 | 상행 | 후다이 · 미야코 방면     |            |

### 산리쿠 철도
단선 승강장 1면 1선의 구조를 갖춘 지상역이다.

## 이용 현황
| 연도 | 승차 인원 추이 （1일 평균） | 승차 인원 추이 （1일 평균） |
| 연도 | JR                          | 산테쓰                      |
| ---- | --------------------------- | --------------------------- |
| 2000 | 339                         |                             |
| 2001 | 315                         | 553                         |
| 2002 | 313                         | 550                         |
| 2003 | 309                         | 531                         |
| 2004 | 293                         | 523                         |
| 2005 | 300                         | 520                         |
| 2006 | 305                         | 528                         |
| 2007 | 289                         | 533                         |
| 2008 | 284                         | 507                         |
| 2009 | 257                         | 505                         |
| 2010 | 257                         | 488                         |
| 2011 |                             | 195                         |
| 2012 | 235                         | 348                         |
| 2013 | 269                         | 392                         |
| 2014 | 285                         | 499                         |

## 역 주변
- 구지 시청
- 구지 시 문화회관
- 이와테 일보 구지 지국

## 인접 역
| 동일본 여객철도 하치노헤 선 | 동일본 여객철도 하치노헤 선 | 동일본 여객철도 하치노헤 선 |
| --------------------------- | --------------------------- | --------------------------- |
| 리쿠추나쓰이 하치노헤 방면  | ■ 하치노헤 선               | 시·종착역                   |
| 산리쿠 철도 기타리아스 선   |                             |                             |
| 리쿠추우베 미야코 방면      | ■ 기타리아스 선             | 시·종착역                   |

틀:산리쿠 철도 기타리아스 선